# Unterfeuer Pellworm
Das Unterfeuer Pellworm ist ein ehemaliges Leuchtfeuer vor der Insel Pellworm. Es besteht aus einem grau und weiß gestrichenen Gittermast, der auf einem festen, durch Spundwände gesicherten Fundament steht und die Laterne trägt.

## Lage und Beschreibung
Der Turm wurde gleichzeitig mit dem Oberfeuer Leuchtturm Pellworm in den Jahren 1906/07 erbaut und diente als Unterfeuer in Kombination mit dem Oberfeuer Pellworm als Richtfeuer zur Navigation der Schifffahrt im Heverstrom. Beide Feuer waren von Beginn an elektrisch betrieben. Der ursprünglich dreibeinige Turm des Unterfeuers wurde in den 1930er Jahren durch einen vierbeinigen Nachfolger ersetzt, der ebenfalls aus Gitterfachwerk bestand.
Im August 2002 erfolgte der Umbau des Oberfeuers zu einem Leitfeuer. Damit verlor das Unterfeuer seine Funktion und wurde gelöscht. Der funktionslose etwa 1500 Meter südwestlich des Oberfeuers im Wattenmeer stehende ca. 17 Meter hohe Turm ist heute eine tagsüber sichtbares Landmarke und stellt ein weithin erkennbares Seezeichen dar. Die Feuerhöhe betrug 14 Meter und die Tragweite 20 Seemeilen.